# Bertawolia rhebala
Bertawolia rhebala är en insektsart som beskrevs av Blocker 1979. Bertawolia rhebala ingår i släktet Bertawolia och familjen dvärgstritar. Inga underarter finns listade i Catalogue of Life.